# Našim klientům
Našim klientům je sedmé album české rockové skupiny Wohnout, vydané v roce 2011. 

## Seznam skladeb
1. Našim klientům
2. Gastrosexuál
3. Padák
4. Smutná písnička
5. Hledáme zpěváka
6. Voda v prášku
7. Nápady
8. Ježci
9. O básnících
10. Dobrý den, pane Kohák
11. Bublina
12. Chudej
13. Bombaj
14. Toubkal
15. Svaz českých bohémů

## Obsazení
- Jan Homola – kytara, zpěv
- Matěj Homola – kytara, zpěv
- Jiří Zemánek – baskytara
- Zdeněk Steiner – bicí